# 老友时代报
《老友时代报》是大连新闻传媒集团主管主办，大连新闻传媒集团印务中心印刷的一张综合性老年报纸，2020年1月2日创刊。《老友时代报》为四开8版彩色报纸，每周一、周四出刊。

## 历史
2018年12月28日，大连新闻传媒集团旗下《新商报》宣布休刊调整转型。公告称，根据大连新闻传媒集团的战略布局，《新商报》未来将转型《老友时代报》（拟用），深耕老龄传媒产业，为大连这座吸引力之城再添一个文化品牌。
2019年5月20日起，《老友时代报》筹建团队依托《大连晚报》平台推出《老友时代》专刊，每周一出版。
2019年9月23日，《新商报》更名《老友时代报》的申请获国家新闻出版署批准。
2019年10月28日起，《老友时代报》开始逢周一出刊，至12月9日结束。
2020年1月2日，《老友时代报》推出创刊号，标志着这张报纸正式上线。创刊后《老友时代报》调整为每周一、周四出刊，同时修改了报纸名称标识logo，增加了英文名。